# Mnesíloc
Mnesíloc (en llatí Mnesilochus, en grec antic Μνησίλοχος) fou un dels Trenta Tirans d'Atenes, un govern oligàrquic pro-espartà compost de trenta magistrats anomenats tirans, que succeí a la democràcia atenenca al final de la Guerra del Peloponès, l'any 404 aC. És un dels noms que dona Xenofont a les Hel·lèniques.